# جون فان فيين
جون فان فيين (بالهولندية: Johan van Veen)‏ هو مهندس هولندي، ولد في 21 ديسمبر 1893 في Uithuizermeeden ‏ في هولندا، وتوفي في 9 ديسمبر 1959 في لاهاي في هولندا.

## وصلات خارجية
- جون فان فيين على موقع الموسوعة البريطانية (الإنجليزية)